# Joseph Courau
Joseph Courau, né le 12 mars 1902 à Libourne (Gironde) et mort le 19 mars 1981 dans cette même ville, est un syndicaliste agricole français.

## Biographie
En 1927, il commence sa carrière de représentant dans un syndicat agricole local à Périssac. De 1941 à 1944, il est maire de Périssac et de 1943 à 1944, conseiller départemental de la Gironde. Il est aussi syndic régional de la Corporation paysanne, exprimant sa sympathie pour le régime de Vichy,. 
De 1947 à 1953, il est vice-président puis de 1953 à 1966, président la FDSEA de Gironde. De 1956 à 1963, il est président de la Fédération nationale des syndicats d'exploitants agricoles (FNSEA). Il est par ailleurs président de la cave coopérative de Périssac, vice-président du Crédit agricole de la Gironde. Et vice-président du Centre d'études politiques et civiques du Sud-Ouest, constitué en 1955 à Bordeaux autour de l'équipe de L'Indépendant du Sud-Ouest.
En janvier 1974, il est élu président du comité économique et social d'Aquitaine, contre le candidat soutenu par Jacques Chaban-Delmas, et demeure en fonctions jusqu'en 1976.